# Бхагавата Пурана
Бха́гавата пурана (на санскрит: भागवतपुराण, Bhāgavata-Purāṇa IAST) известна също като Шри́мад-Бха́гаватам (Śrīmad Bhāgavatam IAST) или просто Бхагаватам е една от осемнадесетте основни Пурани, част от свещените писания на индуизма.
В Бхагавата Пурана се описват историите на различни аватари на индуисткия бог Вишну в материалния свят. Бхагавата Пурана съдържа също обширни сведения от философията на индуизма, Метафизиката и индуистката космология. Тя разкрива панорамата на историческото развитие на вселената, разказва за пътищата на самопознанието и мокшата (освобождението). Книгата говори за живота и мъдростта раджа Парикшит и неговата династия.

## Външни връзки
- Vedabooks.bg Веда Бхагавата пурана книги дхарма